# Iakîmivka, Verhnodniprovsk
Iakîmivka (în ucraineană Якимівка) este un sat în comuna Zaricicea din raionul Verhnodniprovsk, regiunea Dnipropetrovsk, Ucraina.

## Demografie
Componența lingvistică a localității Iakîmivka
     Ucraineană (98,77%)
     Rusă (1,23%)
Conform recensământului din 2001, majoritatea populației localității Iakîmivka era vorbitoare de ucraineană (98,77%), existând în minoritate și vorbitori de rusă (1,23%).